# 粟津ちひろ
粟津 ちひろ（あわつ ちひろ、1988年11月7日 - ）は、フリーアナウンサー。元・東北放送（TBC）のアナウンサー。

## 経歴
岩手県北上市出身。身長154cm。岩手県立黒沢尻北高等学校、東北学院大学文学部英文学科卒業後、2011年に東北放送に入社。2018年に結婚。2020年2月退社。
2021年より東北放送アナウンス学院講師。
2022年より東北放送ラジオ番組レギュラー担当。
大学時代にfmいずみでパーソナリティを務めた経験を持つ。

## 人物
- ニックネームはあわっちゃん。同期アナウンサー（現在はフリー）の菊地舞美や局のスタッフからは「ちーちゃん」と呼ばれている。

## 出演番組

### 過去の出演番組
学生時代
- CUBE-1-Music（fmいずみ、水曜日担当、2010年2月 - 2011年1月）

東北放送入社後

### テレビ
- JNN総力蔵出しSP　こんなの見たかった!　超ブッ飛び映像祭4（2012年1月7日）
- Pick Up!!（2011年10月 - 2012年3月、隔週担当）
- One Switch Cafe（「ONE SWITCH PRESS」担当）
- 1にスイッチ!（番宣番組）
- サンドの新春・初売TV2013　(2013年1月1日)
- 神がかりハプニング！プラチナ映像アワード （2013年1月4日)
- One Switch Cafe　(2013年4月1日 - 2014年3月24日)
- テレビ○○TBC（番宣番組）
- 地元スポーツ応援団 スポッち！（2014年5月7日 - 2016年9月）
- みちのくミシランぐるめ旅（2017年3月18日、東北5局ネット、ナレーター）
- 女子旅で行きたい！みちのくディープ紀行（2017年2月26日、東北5局ネット）
- サンド＆TBC女子アナ厳選！おいしい宮城（2017年1月25日、MC）
- ラーメン王子グランプリ2016（2016年11月30日、リポーター）
- TBS「音楽の日」(2016年7月16日、宮城県松島から中継)
- 井戸端クイーン（2016年3月29日）
- サタデーウォッチン！- メインMC（2016年10月 - 2018年3月）
- サンド&TBC女子アナ厳選！おいしい宮城2018（2018年2月26日）MC
- アッコにおまかせ!（2018年4月)　羽生結弦パレード直前の現場から生中継担当
- ウォッチン！SP ラーメン王子グランプリ2019　ナレーター担当　(2019年11月20日)
- Nスタみやぎ（月・火・水、2018年4月 - 2019年3月）
- TBCニュース

### ラジオ
- Happy Soup（火曜、2012年10月 - 2013年3月）
- TBC子ども音楽コンクール
- TBC POWERFUL BASEBALLは特別編（2018年6月19日）
- トラックがつなぐ快適な暮らし (2018年10月20日)
- 録音風物誌 「親子で繋ぐ”んまい”味。～元祖！日本のハンバーガー」（ナレーション担当、2018年12月20日）
- 録音風物誌 「旬の恵みを、ひんやり生かす～里山暮らしで見つけたもの～」（ナレーション担当、2019年8月25日）
- 「みちのく妖怪ツアー」3話目（「ラジオな気分」内、2019年8月18日 - 23日、朗読担当）
- 歌のない歌謡曲（2014年4月 - 2019年12月）
- ランチボックス-L（木、2018年4月 - 2019年12月）
- ロジャー大葉のラジオな気分（月・火パーソナリティー、2016年3月27日 - 2018年3月。 2013年4月1日から2016年3月まで火曜担当。金曜ラジオカー2012年4月 - 2013年3月、2015年4月 - 2016年3月。火曜ラジオカー　2019年4月 - 2019年12月。）

東北放送退社後
- 逆境こそ力　米沢品質AWARD受賞者の挑戦と前進　(ナレーター担当 山形放送、2021年3月20日)
- ローカル魂　やまがた桜物語3　(ナレーター担当 テレビユー山形、2021年5月19日）
- ロジャー遊花のあるあるあ～る　(2021年6月1日：ゲスト・2021年9月28日：六華亭遊花の高座出演による代役MC、ラジオ3）「ロジャー大葉のラジオな気分」以来のロジャー大葉とのコンビMCとなる。
- マイホーム・ナビ2022　(ナレーター担当 仙台放送、2022年2月11日 、9月23日)
- FNSソフト工場 もしも人生にBGMがあったら（ナレーター担当 仙台放送、2022年5月22日）
- One Switch Cafe　(「ひるまでウォッチン！」内、2022年8月15-20日)
- GoGoはみみこい ラジオな気分（水・木パーソナリティー、2022年3月30日 - 10月27日)
- 三陸・常磐の海味を直撃！堪能！ "うみうまトリップ" (ナレーター担当 BSフジ・仙台放送、2022年12月)
- どどどどっとJP（ナレーター担当 さくらんぼテレビ）

## 司会・その他
- 未来の作曲家コンサートin東北　MC(2021年8月,2022年8月)
- 東北大学片平まつり2021きんけんチャンネル　MC(2021年10月9日）
- きたかみ鬼の国俳句フェスティバル　MC(北上市日本現代詩歌文学館2021年10月10日)
- 東北学院大学アナウンサー対策講座　講師　(2021年)
- みやぎ飲食店コロナ対策認証制度　申請説明動画(Youtube)　ナレーター
- 東北大学話し方講座　金属材料研究所男女共同参画WG　講師(2022年2月18日)